# Lula Ferreira
Aluísio « Lula » Elias Ferreira Xavier, né le 2 janvier 1951, à São Paulo, au Brésil, est un entraîneur brésilien de basket-ball.

## Palmarès
- Vainqueur des Jeux panaméricains de 2003